# Парипси
Па́рипси — село в Україні, у Житомирському районі Житомирської області. Населення становить 1104 осіб. Розташоване за 5 км від центру громади Попільня. Через село проходить Регіональна автомобільна дорога Р18 «Житомир — Сквира — Володарка — Ставище». Залізнична колія Попільня-Сквира. Парипси розташовані на правому березі річки Кам'янка, у селі є гребля, яка утворює став.

## Назва
За однією з версій назва села походить від слів «пара» тобто — двоє, та «пси» — собаки.
На користь цієї версії свідчить легенда про походження назви села Опарипси, Дубенського району Рівненської області, яка пояснює досить незвичну назву села так: воно було придбане у власність за пару добрих псів.
Цілком імовірно, що козацькі дозори, які патрулювали рівнинну місцевість з півночі від Паволочі (в напрямку Парипс) брали з собою пса або пару псів, а для перепочинку зупинялися в поселенні біля річки Кам'янка. Згодом жителі Паволочі стали називати ці дозори та жителів поселення — парипсянами, а саме поселення Парипси.

## Історія

### Козацька доба
22 січня 1683 року можна вважати датою першої письмової згадки про село Парипси. Згадка про село Парипси у Інвентарі обезлюднених сіл, що адміністративно підпорядковувалися волосному містечкові Паволоч («ф. 15, оп. 1, спр.3 арк.37 зв.,39»)

### Під владою Російської імперії
У 1782—1876 роки село підпорядковувалось Житомирському повіту, а з 1876 року — Сквирському повіту Київської губернії.
У XIX ст. власником села Парипси був генерал-лейтенант від кавалерії Федір Петрович Уваров (1773—1824), російський бойовий генерал епохи Наполеонівських війн.
У 1811 році генерал-лейтенант Уваров продав своїй пасербиці графині Калиновській за 320 рублів села Парипси, Малі Лисівці, Миньківці, Попільня «ф. 533, оп. 1, спр.1363, арк.. 1-10»
У 1842 році в селі при церкві св. Стефана було відкрито церковно-приходську школу, і у 1847 році в ній викладав один вчитель і навчалося п'ять хлопців «ф. 707, оп. 13, спр.557,арк.. 22-27»
1848 року відбулась судова суперечка між поміщицею Челишевою та її одруженими доньками княгинею Ольгою Огінською з роду Калиновських і Севериною Плаутіновою за ґрунти сіл Парипси, Малі Лисівці і Попільня «ф. 442, оп. 159, спр.421, арк. 1-35».
1849 року у селі було збудовано нову дерев'яну церкву св. Стефана на місці давнішої церкви 1732 року побудови.
Станом на 1860 рік у селі Парипси існувала школа, у якій навчалися двадцять учнів «ф. 127, оп. 798, спр.106, арк. 2-3».
За даними «Географічного словника Королівства Польського та інших слов'янських країн» 1886 року видання, населення села становило 1110 православних та 25 католиків.

### Радянська доба
У 1918 році встановлено радянську окупацію. В 1930 році організована сільськогосподарська артіль «Вперед», згодом колгосп «Перше травня» (існував до 2006)[джерело?].
Сільська рада почала діяти з 1932 року.
Під час організованого радянською владою Голодомору 1932—1933 років померло щонайменше 208 жителів села.

### Друга світова війна
У Радянсько-фінській війні (1939—1940) загинуло 45 жителів села. У радянсько-німецькій війні брали участь 278 жителів села, з яких 114 загинули, 239 були відзначені різними нагородами.
У період з 14 липня 1941 по 13 листопада 1943 року село Парипси перебувало під німецькою окупацією.
14 липня 1941 року під час відступу радянських військ в бою з німецькими загарбниками біля села Голуб'ятин загинув начальник комендатури 94-го прикордонного загону Герой Радянського Союзу капітан Іван Середа.
13 листопада 1943 року під час визволення села від німецьких військ загинув командир 9-ї роти 1318 полку Герой Радянського Союзу лейтенант Микола Калюжний, який похований в селі Парипси.

### Новітня історія
У селі працювали: дитячий будинок (1944—1966, директори Малюта Г.А, Жабокрицька Є. М., Рудь І. С.), лікарня (1966—1986), інкубатор (1953—1983), дитячий садок (до 2002).
Станом на 1991 рік у селі працюють фермерське господарство «Велес-Агро», фермер Венгер О. Л., підприємці Можарівський В. М. та Пасічник В. М., а також 89 приватних господарств.
Всього в обігу 2 081,65 га. Провідними сільськогосподарськими культурами є пшениця, цукрові буряки, кукурудза, впроваджено посіви сої.
На території села діють будинок культури, лікарська амбулаторія, бібліотека, 7 магазинів.
В загальноосвітній школі І-ІІІ ступенів навчається 130 дітей, викладають 18 вчителів.

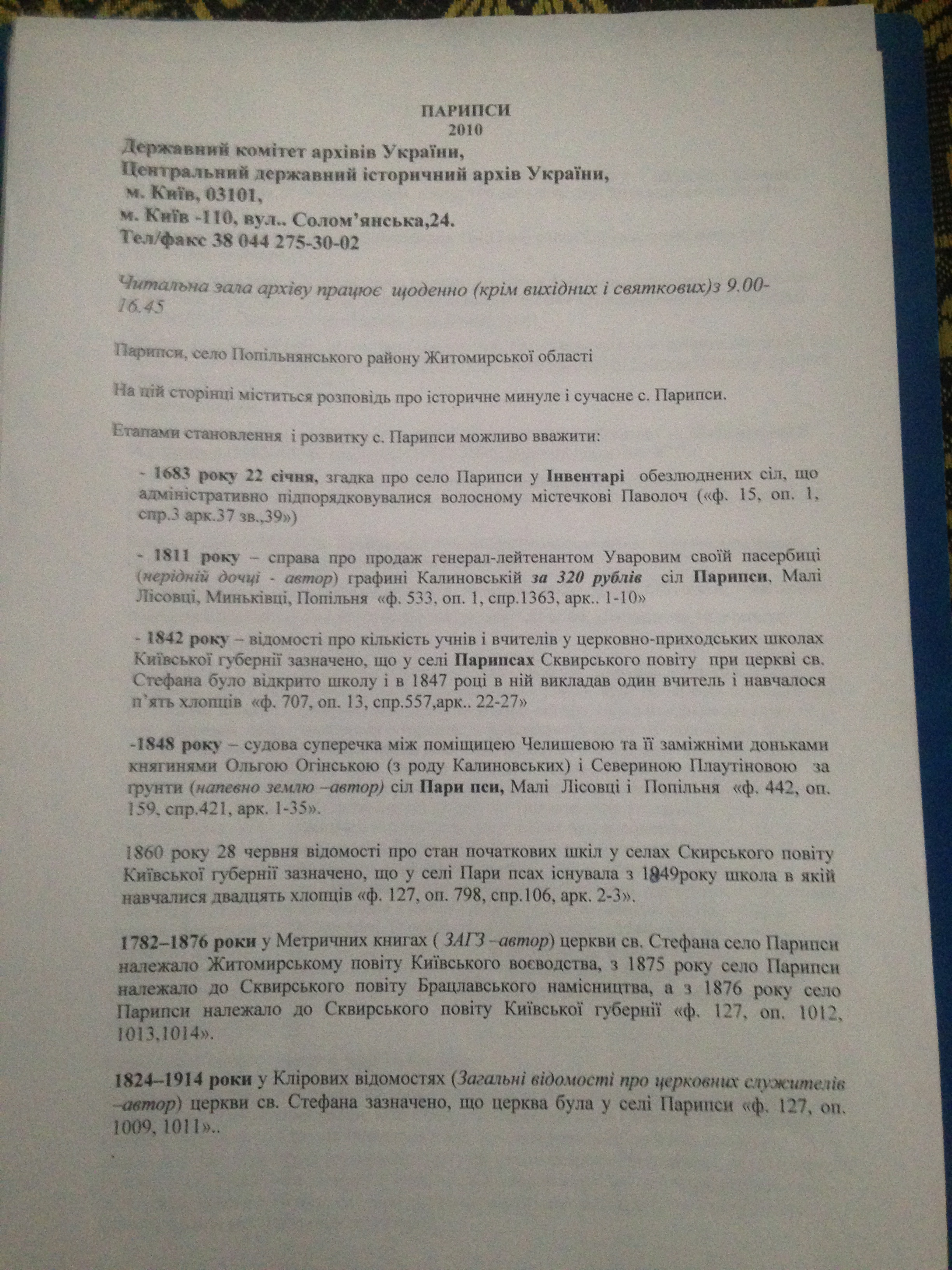
Згадки про Парипси з Київського архіву

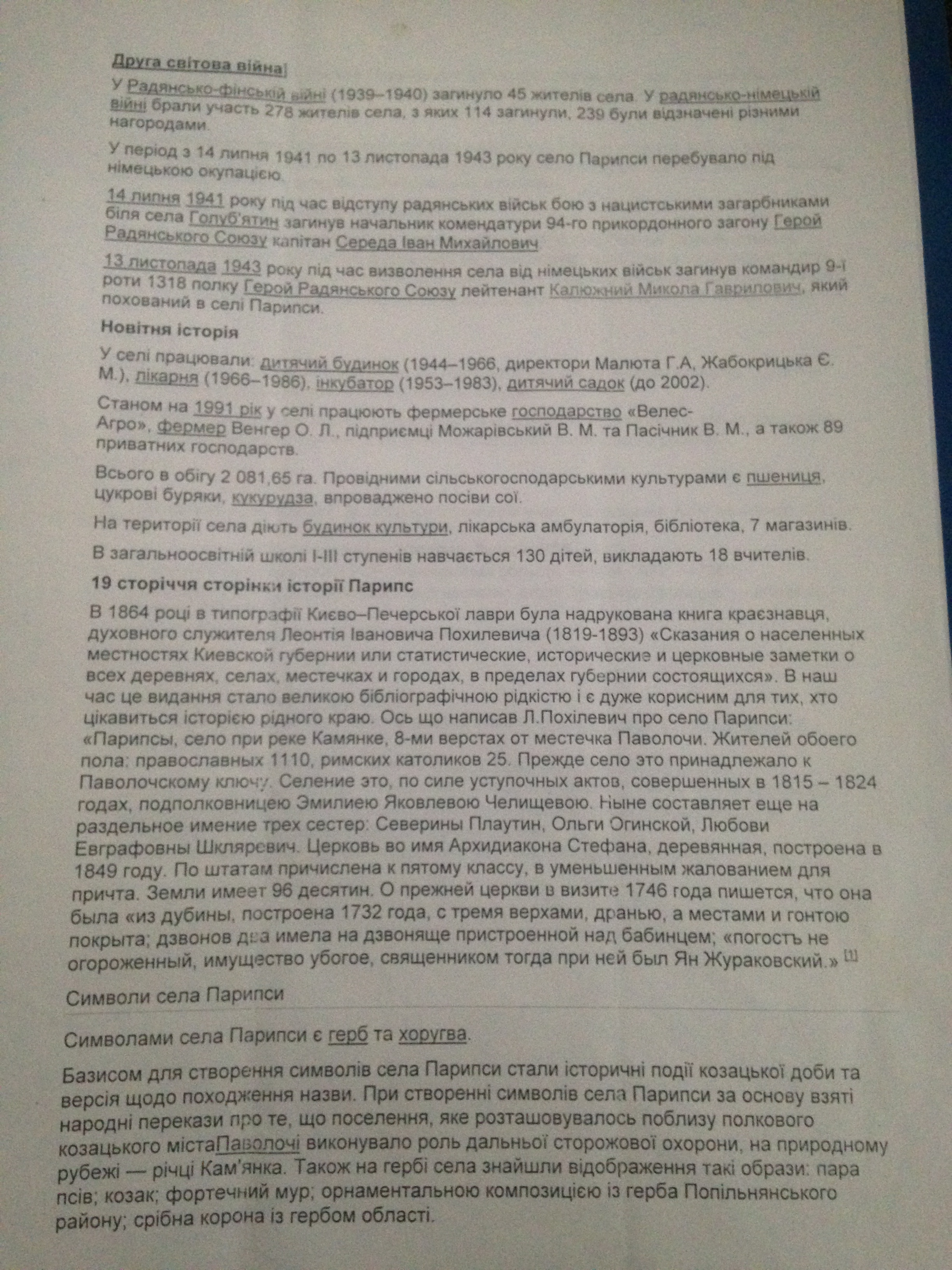

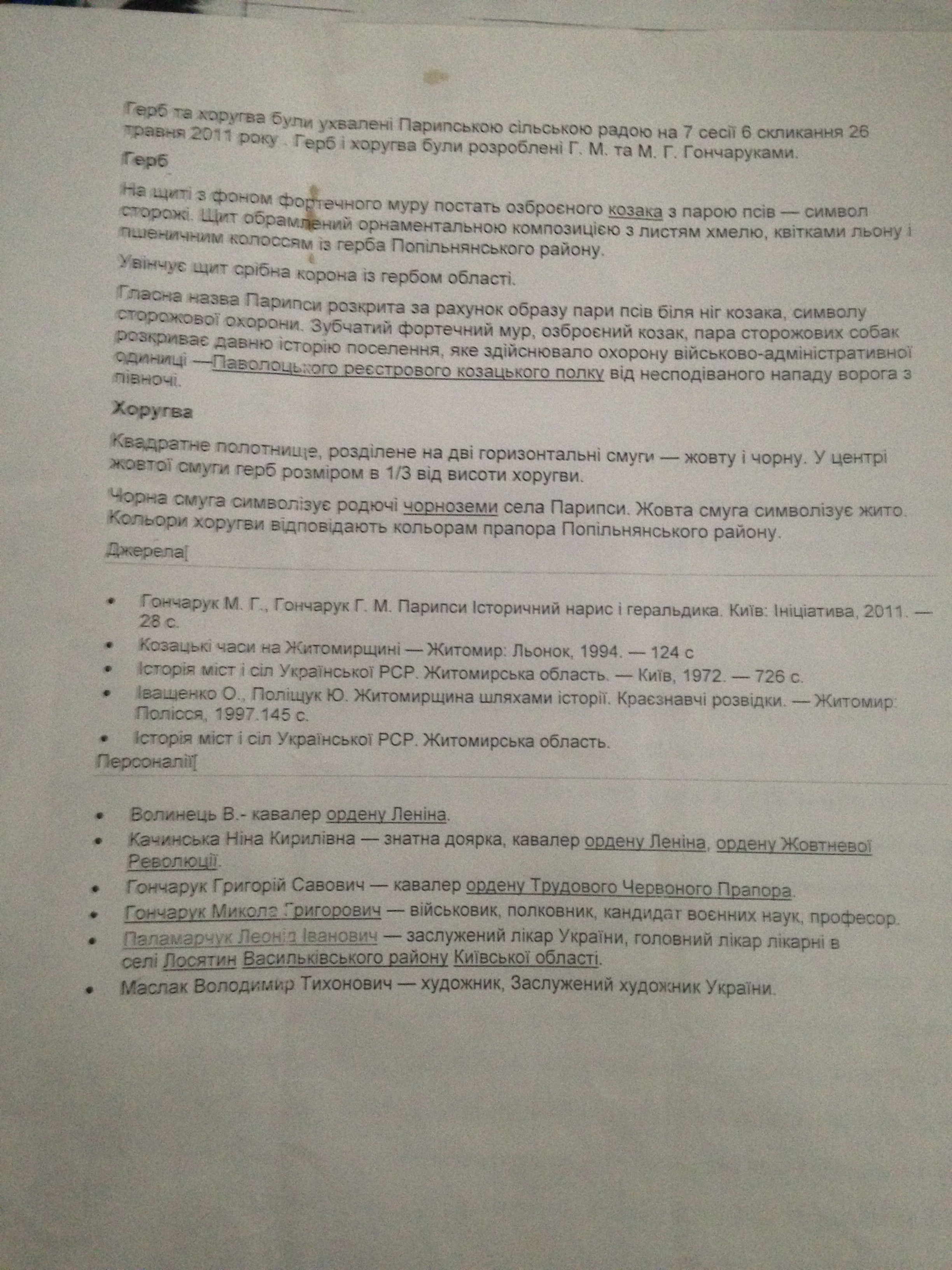

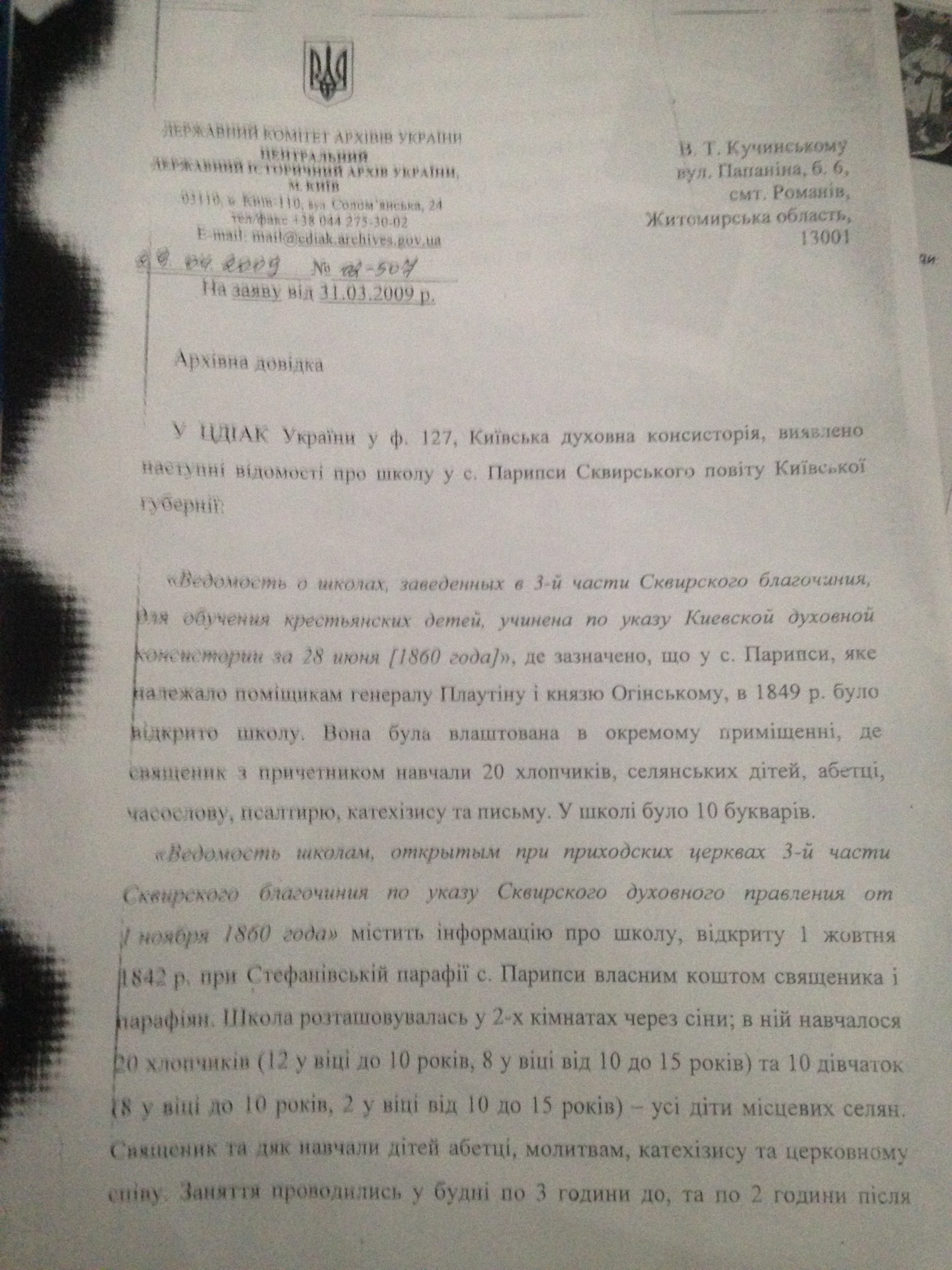

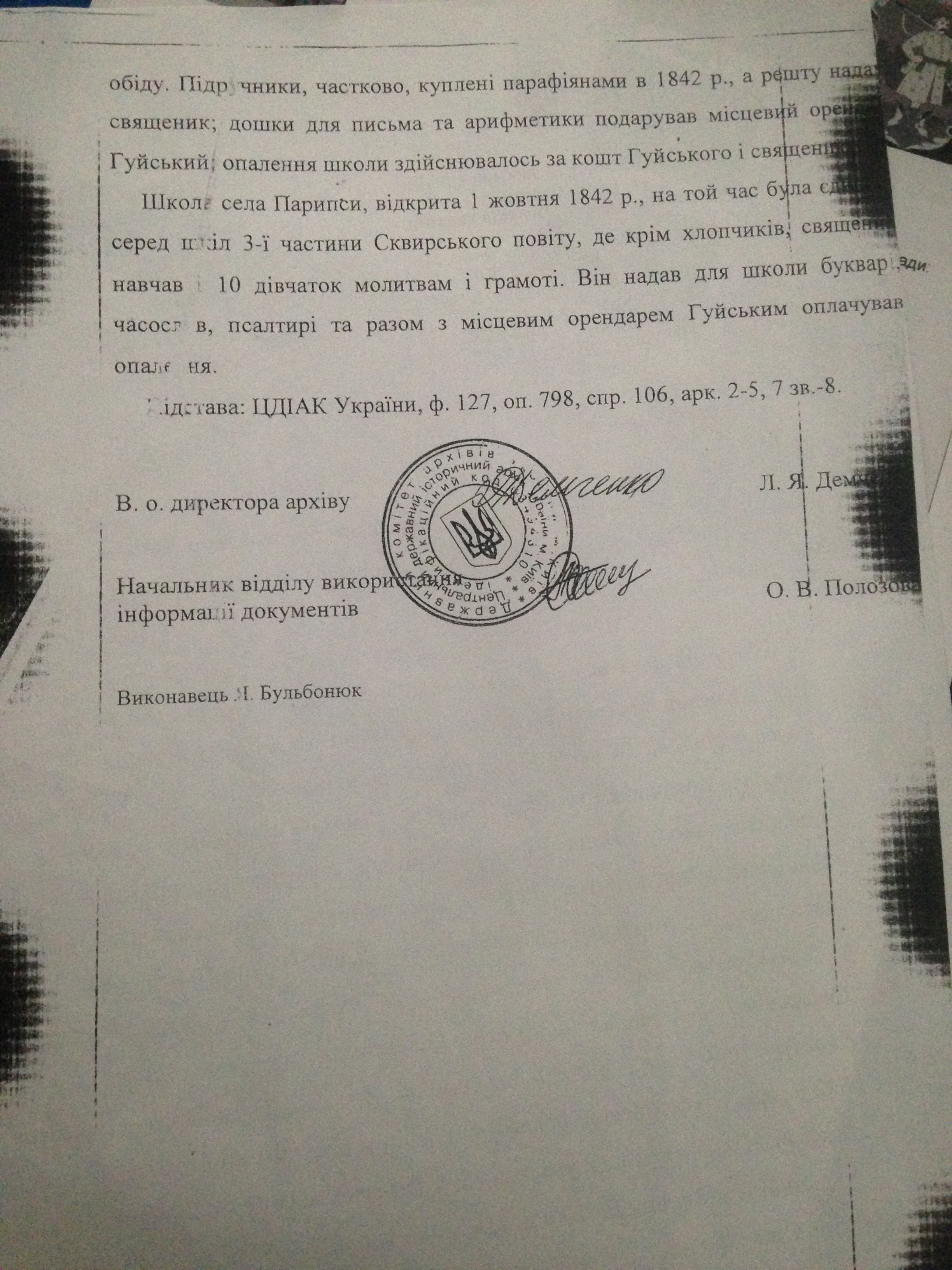

## Населення

### Мова
Розподіл населення за рідною мовою за даними перепису 2001 року:
| Мова       | Кількість | Відсоток |
| ---------- | --------- | -------- |
| українська | 1077      | 97.55%   |
| російська  | 24        | 2.18%    |
| білоруська | 3         | 0.27%    |
| Усього     | 1104      | 100%     |

## Символіка
Символами села Парипси є герб та хоругва.
Базисом для створення символів села Парипси стали історичні події козацької доби та версія щодо походження назви. При створенні символів села Парипси за основу взяті народні перекази про те, що поселення, яке розташовувалось поблизу полкового козацького міста Паволочі виконувало роль дальньої сторожової охорони, на природному рубежі — річці Кам'янка. Також на гербі села знайшли відображення такі образи: пара псів; козак; фортечний мур; орнаментальною композицією із герба Попільнянського району; срібна корона із гербом області.
Герб та хоругва були ухвалені Парипською сільською радою на 7 сесії 6 скликання 26 травня 2011 року . Герб і хоругва були розроблені Г. М. та М. Г. Гончаруками.

### Герб
На щиті з фоном фортечного муру постать озброєного козака з парою псів — символ сторожі.
Щит обрамлений орнаментальною композицією з листям хмелю, квітками льону і пшеничним колоссям із герба Попільнянського району.
Увінчує щит срібна корона із гербом області.
Промовиста назва Парипси розкрита за рахунок образу пари псів біля ніг козака, символу сторожової охорони.
Зубчатий фортечний мур, озброєний козак, пара сторожових собак розкриває давню історію поселення, яке здійснювало охорону військово-адміністративної одиниці — Паволоцького реєстрового козацького полку від несподіваного нападу ворога з півночі.

### Хоругва
Квадратне полотнище, розділене на дві горизонтальні смуги — жовту і чорну. У центрі жовтої смуги герб розміром в 1/3 від висоти хоругви.
Чорна смуга символізує родючі чорноземи села Парипси. Жовта смуга символізує жито. Кольори хоругви відповідають кольорам прапора Попільнянського району.

## Відомі люди
- Волинець В.- кавалер ордену Леніна.
- Гончарук Григорій Савович — кавалер ордену Трудового Червоного Прапора.
- Гончарук Микола Григорович — військовик, полковник, кандидат воєнних наук, професор.
- Качинська Ніна Кирилівна — знатна доярка, кавалер ордену Леніна, ордену Жовтневої Революції.
- Качинський Владислав Євгенович — солдат Збройних Сил України, учасник російсько-української війни, що загинув у ході російського вторгнення в Україну в 2022 році.
- Лук'янчук Руслан Валерійович — український політик, народний депутат України 5-8 скликань. Закінчив Парипську середню школу (1989).
- Маслак Володимир Тихонович — художник, Заслужений художник України.
- Паламарчук Леонід Іванович — заслужений лікар України, головний лікар лікарні в селі Лосятин Васильківського району Київської області.
- Титарчук Володимир Іванович — капітан Збройних сил України, танкіст, учасник війни на сході України. Важкопоранений під час боїв поблизу Донецького аеропорту. Помер від поранень 17 жовтня 2014 року.